# Carex luridiformis
Carex luridiformis là một loài thực vật có hoa trong họ Cói. Loài này được Mack. ex Reznicek & S.González mô tả khoa học đầu tiên năm 1995.